# Presa del Águeda
La presa del Águeda es una intraestructura hidrográfica construida sobre el cauce del río Águeda, entre los términos municipales de Zamarra y Pastores, en la provincia de Salamanca, España.
Se trata de una presa de gravedad construida con hormigón ciclópeo, con una altura desde cimientos de 37,6 m y desde cauce de 34,6 m y una longitud de coronación de 195,70 m. La obra se terminó en 1931 y fue inaugurada por el rey Alfonso XIII de España. La presa embalsa las aguas del río Águeda formando el Embalse del Águeda o Pantano del Águeda, con una capacidad máxima de 22 hm³. 
El objetivo principal de su construcción fue el de regar la vega de Ciudad Rodrigo, que se encuentra aguas abajo a unos 10 km en dirección norte. El segundo objetivo fue la laminación de avenidas del río, que producían frecuentes inundaciones, si bien esto no se ha llegado a conseguir completamente. Se espera que la construcción de la presa de Irueña aguas arriba contribuya a la regulación de avenidas. En 1992 se terminó la construcción de una central hidroeléctrica a pie de presa para la producción de energía eléctrica. 
La presa ha tenido durante estos años diversas obras de mejora, como construcción de nuevos aliviaderos, compuertas o la instalación de moderna instrumentación de control.